# Cleistanthus andamanicus
Cleistanthus andamanicus är en emblikaväxtart som beskrevs av N.Balach., Gastmans och Tapas Chakrabarty. Cleistanthus andamanicus ingår i släktet Cleistanthus och familjen emblikaväxter. Inga underarter finns listade i Catalogue of Life.